# Takydromus sauteri
Espèce
Takydromus sauteri est une espèce de sauriens de la famille des Lacertidae.

## Répartition
Cette espèce est endémique de Taïwan.

## Étymologie
Cette espèce est nommée en l'honneur de Hans Sauter (1871–1943).

## Publication originale
- Van Denburgh, 1909 : New and previously unrecorded species of reptiles and amphibians from the island of Formosa. Proceedings of the California Academy of Sciences, ser. 4, vol. 3, p. 49-56 (texte intégral).